# Jaroslav Červinka mladší
Jaroslav Červinka (25. června 1889 Riga – 3. dubna 1985 Praha) byl důstojník ruské armády, československý legionář, generál a odbojář z období druhé světové války.

## Život
Jaroslav Červinka se narodil 25. června 1889 v Rize v Ruském impériu v rodině českého důstojníka ruské armády Jaroslava Červinky a polské šlechtičny Heleny rozené Mlodzianowské. Stejně jako otec se stal vojákem. V roce 1909 ukončil studium na Pavlovském vojenském učilišti v Petrohradu a v roce 1914 na Carské Nikolajevské vojenské akademii v Moskvě. Po vypuknutí první světové války velel četě Petrohradského pěšího pluku osobní gardy. Po několika zraněních velel od roku 1916 velel poddůstojnické škole. Na jaře 1917 byl v hodnosti kapitána přiřazen k Československým legiím, aby se účastnil jejich formování. Velel pluku, bojoval u Bachmače, absolvoval Sibiřskou anabázi a dosáhl hodnosti plukovníka. Po přesunu do Československa pokračoval v armádní službě, mj. studoval ve Francii a v roce 1928 dosáhl generálské hodnosti. Do roku 1936 velel jezdecké brigádě v Bratislavě, v období kolem Mnichovské dohody byl velitelem Posádkového velitelství Velká Praha. Po německé okupaci v březnu 1939 vstoupil do protinacistického odboje v rámci sokolské organizace. Po skončení druhé světové války již nebyl aktivován a nevyhnul se komunistické perzekuci v podobě nízkého důchodu, kvůli kterému musel dál manuálně pracovat. Zemřel 3. dubna 1985 v Praze, pohřben je stejně jako jeho otec na Olšanských hřbitovech.

## Rodina
Jaroslav Červinka měl tři bratry a sestru. Jeho strýcové Otakar a Václav byli osobnostmi českého národního obrození, teta Marie Červinková-Riegrová byla dcerou Františka Ladislava Riegra. Oženil se s Margaritou Putolovou.